# Asociación Nacional de Empresarios de Locales de Alterne
La Asociación Nacional de Empresarios de Locales de Alterne ( ANELA) es una asociación de empresarios del sector de la prostitución.Su sede se encuentra en Valencia y está ligado a la ultraderecha, concretamente se le relaciona con el partido España 2000. Es la principal organización relacionada con la prostitución en el país  y un importante grupo de presión en su ámbito. 
El modelo de negocio oficial de los clubes miembros es permitir que las prostitutas trabajen independientemente del lugar, pagando únicamente el alquiler de las habitaciones y las bebidas. Sin embargo, una sentencia del Tribunal Superior de Justicia de Andalucía,  los Mozos de Escuadra y los testimonios de muchas trabajadoras sexuales, lo niegan. 

## Objetivos
La asociación trabaja para dar una imagen positiva del negocio de la prostitución. Defiende la legalización de la prostitución alegando que traería seguridad económica a las prostitutas,  a través de un marco legal que regule el sector. También "defiende la exclusión de los menores y de las drogas en sus negocios", además de "basar las actividades en la libre voluntad de la prostituta, del cliente y del empresario de las discotecas".  También critican la prostitución callejera, utilizando argumentos higiénicos y de seguridad.   Algunos de estos puntos, pero no todos, se alinean con los objetivos de las trabajadoras sexuales.
Los requisitos para ser miembro son: 
- Ser empresario de una empresa reconocida.
- No estar involucrado en drogas ilegales.
- No permitir la participación de menores.

## Historia
La asociación fue fundada en el año 2000, en un momento en el que existía cierta tolerancia hacia la prostitución en España tras su despenalización,  y su constitución se formalizó al año siguiente.  Entre sus fundadores se encontraba José Luis Navarro Roberto y Alejandro Jordan Sánchez Minguillán.
En 2001, ANELA denunció un caso de trata de personas en el que las víctimas eran un rumano y un lituano. Al año siguiente, la asociación solicitó su incorporación a la CEOE .
En 2003, ANELA ofreció a los ayuntamientos de Valencia y Madrid financiación para un plan piloto para poner hoteles a disposición de las prostitutas callejeras durante un período de prueba. En enero de 2004 criticaron la reforma del artículo 188.1 del Código Penal, que tipificaba como delito la explotación de la prostitución ajena. Esto se produjo tras una sentencia del Tribunal Superior de Justicia de Andalucía, que exigía a los propietarios de clubes registrar a las prostitutas en la Seguridad Social.
En 2006, unos cuatrocientos clubes eran miembros de la asociación. 
La operación judicial Operació Il·lusionista ("Operación Ilusionista") destapó una red de explotación en Coslada, Madrid, en 2008. ANELA alegó que desconocía la existencia de tales prácticas. Dos socios comerciales (propietarios de los clubes Riviera y Saratoga) terminaron en la cárcel por estar involucrados, al igual que dos policías. Ese mismo año ANELA criticó una campaña para persuadir a los hombres a abstenerse de utilizar los servicios de la prostitución, organizada por el Ayuntamiento de Sevilla.
En 2009 criticaron el Plan Integral de Lucha contra la Trata de Seres Humanos con fines de explotación sexual y señalaron la contradicción de dos sentencias del Tribunal Superior de Justicia: una en Galicia, que establecía que la prostitución es la actividad económica propia de una persona, mientras que el otra en Cataluña la considera ajena.
El exsecretario José Luis Roberto dimitió en 2011 porque su relación con la extrema derecha podía dar mala imagen a las empresas asociadas a ANELA. Ese mismo año ANELA criticó a la Generalitat Valenciana por retirar de los autobuses la publicidad de la asociación, alegando discriminación.
En 2015 se constató que algunos clubes contaban con empleados menores de edad. La asociación explicó que fueron engañados mediante la presentación de documentación falsificada. Ese mismo año, la asociación se quejó de la falta de un marco regulatorio que "sólo está presente de forma ejemplar" en Cataluña.